# 4408 Zlatá Koruna
4408 Zlatá Koruna eller 1988 TH2 är en asteroid i huvudbältet som upptäcktes den 4 oktober 1988 av den tjeckiske astronomen Antonín Mrkos vid Kleť-observatoriet i Tjeckien. Den är uppkallad efter Zlatá Koruna.